# Рио Мара (Болцано)
Рио Мара је насеље у Италији у округу Болцано, региону Трентино-Јужни Тирол.
Према процени из 2011. у насељу је живело 34 становника. Насеље се налази на надморској висини од 963 м.